# Hugo Lilliér
Hugo Lilliér, född 3 oktober 1894 i Enköping, död 30 maj 1973 i Stockholm, var en svensk friidrottare (spjutkastning). Han vann SM-guld i spjut år 1919. Han tävlade för Mariebergs IK.